# Denijs Calvaert

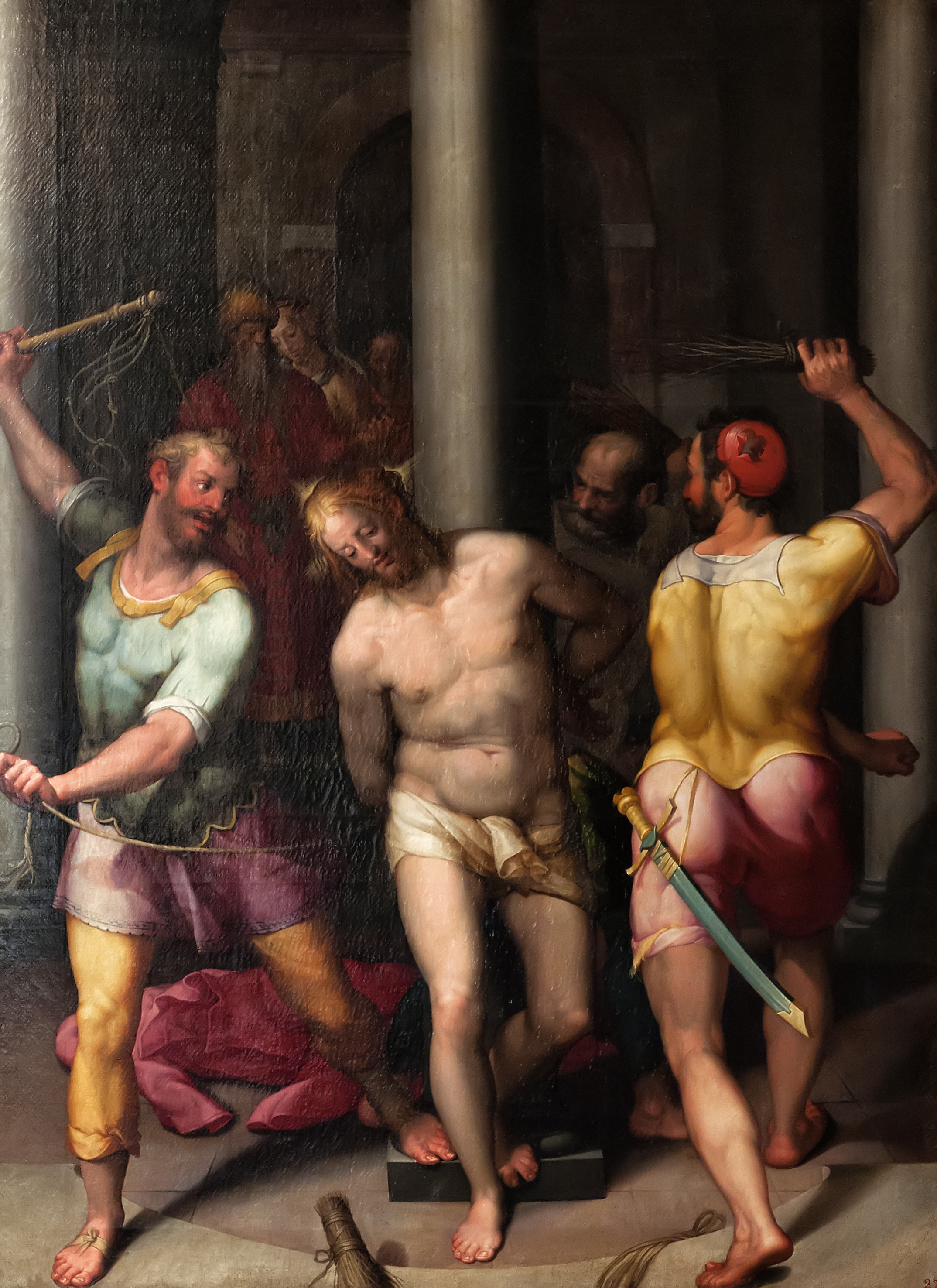
De geseling van Christus in de Pinacoteca Nazionale di Bologna

Denijs Calvaert (Antwerpen, 1540 - Bologna, 1619) was een Zuid-Nederlands kunstschilder, die een groot deel van zijn leven in Bologna leefde en werkte. Daar was hij bekend als Il Fiammingo (de Vlaming). Calvaert ging in de leer bij Italiaanse renaissancekunstenaar Prospero Fontana. In zijn eigen atelier zouden later Guido Reni en Domenichino in de leer zijn. Denijs Calvaert stond bekend om zijn kleine religieuze schilderwerken op kopermateriaal en zijn voornaamste werken zijn te zien in Bologna. Andere werken zijn te zien in Florence, Sint-Petersburg, Parma en Caen.
Calvaert werd gerespecteerd door de inwoners van Bologna en zijn collega's. Dat bewees de aanwezigheid van Ludovico Carracci, leider van een concurrerend atelier toen hij samen met al zijn leerlingen aanwezig was op de begrafenis van Calvaert in de Basilica di Santa Maria dei Servi.

## Galerij

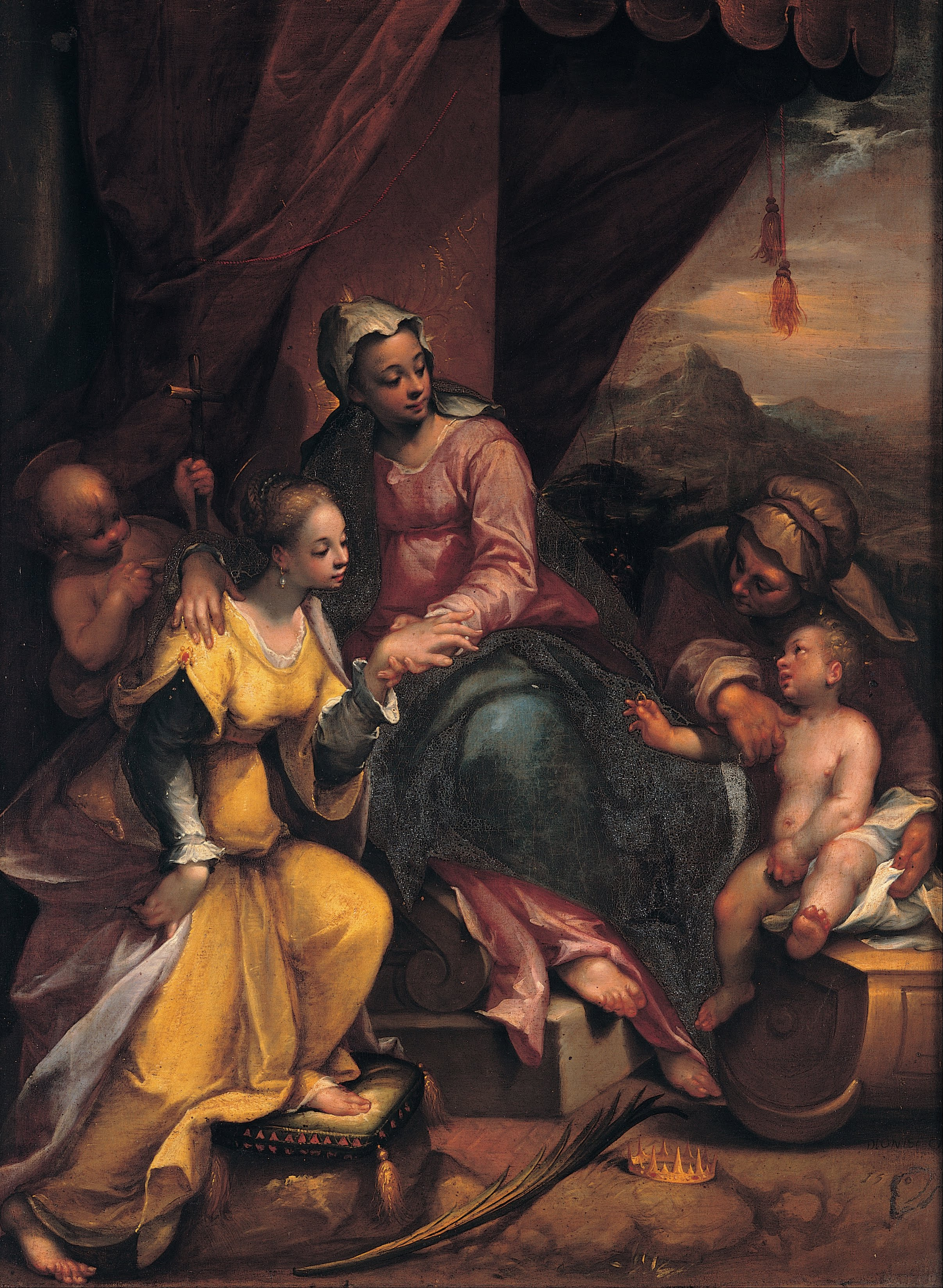
Het mystieke huwelijk van de H. Catharina in het Musei Capitolini te Rome
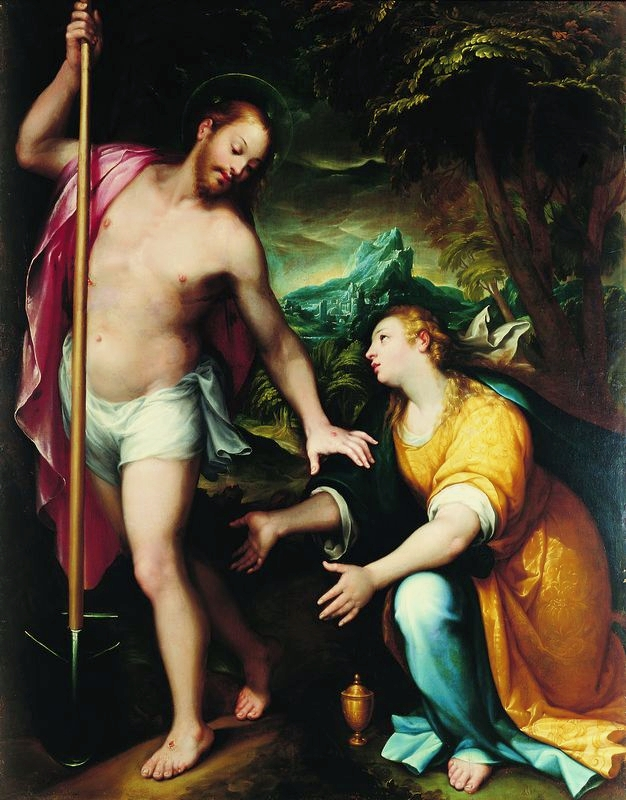
Noli me tangere in het Nationaal Museum te Warschau